# Burni Bulat (berg i Indonesien, lat 4,43, long 96,78)
Burni Bulat är ett berg i Indonesien.   Det ligger i provinsen Aceh, i den västra delen av landet, 1 600 km nordväst om huvudstaden Jakarta. Toppen på Burni Bulat är 1 710 meter över havet, eller 72 meter över den omgivande terrängen. Bredden vid basen är 1,1 km.
Terrängen runt Burni Bulat är kuperad.Runt Burni Bulat är det glesbefolkat, med 18 invånare per kvadratkilometer. I omgivningarna runt Burni Bulat växer i huvudsak städsegrön lövskog.